# Червона калина (ботанічний сад)
Червона калина — ботанічний сад місцевого значення в Україні.

## Розташування
Розташований поблизу смт Дружби Тернопільського району Тернопільської області, поруч із Львівською залізницею на території навчально-оздоровчого комплексу «Червона калина» Тернопільського державного медичного університету імені І. Я. Горбачевського.

## Пам'ятка
Оголошений об'єктом природно-заповідного фонду рішенням Тернопільської обласної ради № 519 від 23 грудня 2005 року. Перебуває у віданні Тернопільського державного медичного університету імені І. Я. Горбачевського.

## Характеристика
Площа — 4,56 га.